# Old Doña Ana County Courthouse
 (mai 2021).
Si vous disposez d'ouvrages ou d'articles de référence ou si vous connaissez des sites web de qualité traitant du thème abordé ici, merci de compléter l'article en donnant les références utiles à sa vérifiabilité et en les liant à la section « Notes et références ».
L'Old Doña Ana County Courthouse est un ancien palais de justice américain situé à Las Cruces, au Nouveau-Mexique. Dessiné par Percy W. McGhee dans le style Pueblo Revival, il a été construit à compter de 1936 et été finalement inauguré le 22 février 1938. En 2021, il fait l'objet d'un plan de reconversion en un hôtel.